# Kaïkhosro III de Gourie
Kaïkhosro III de Gourie (Kaïkhosro III Gurieli géorgien : ქაიხოსრო III გურიელი; mort c. 1751) est un membre de la maison  Gouriel, une dynastie princière qui règne sur la Gourie. Il est brièvement prince-régnant de Gourie en opposition avec son frère Georges IV Gurieli en 1716. En 1724, il émigre dans l'empire russe où il devient commandant du régiment de Hussards Géorgiens dans la décennie 1740.
Kaikhosro est le second fils de Mamia III Gurieli, prince de Gourie, et d'Elene, de fille de  Georges-Malakia Abashidzé. C'est un moine en 1716 lorsque sa mère Elene organise un coup d'état contre son propre fils
Georges IV Gurieli, qu'elle dépose avec l'appui du prince de Mingrélie
et du roi d'Iméréthie pour l'installer sur le trône comme prince. L'année suivante Georges IV se rétablit
avec l'aide du pacha Erzurum sujet de l'Empire ottoman. Elene et Kaïkhosro s'enfuient dans le  royaume de Karthli sous la protection du roi King Vakhtang VI, dont la mère la sœur du grand-père du Dadian 
Georges III Gurieli.
En 1724, Kaikhosro et son épouse suivent Vakhtang VI lors de son exil dans l'Empire russe à la suite de l'invasion ottomane du 
Karthli. Connu désormais en Russie sous le nom de «  Kaikhosro Matveyevich Gurielov  », Il s'engage dans les Hussards géorgiens
en 1738 et obtient le gouvernement de Poltava. En 1741, il est promu au rang de  podpolkovnik et placé au commandement
du régiment des Hussards géorgiens. Il prend sa retraite en  1751. Ses fils Stepan (1730–1812) et petit-fils Ivan Gurielov (1770–1818) seront major-générals de l'Armée impériale russe. À la mort d'Ivan la lignée masculine des Gouriel de Russie s’éteint
mais les descendants de Kaïkhosro en ligne féminine tentent en vain de se faire attribuer le droit de porter le nom de
Gurieli au XIXe siècle.